# Šarena boa
Šarena boa (latinski: Boa constrictor)  je velika neotrovna vrsta zmije iz porodice Boida.
Živi po Sjevernoj, Središnjoj i Južnoj Americi, kao i po nekim karipskim otocima. Izraste do 6 metara.
Spominje se na početku knjige "Mali princ".

## Vanjske poveznice
- Boa constrictor na portalu Encyclopædia Britannica (engl.)